# زمین‌لرزه ۱۹۴۴ سان‌خوان
زمین‌لرزه سان‌خوان  در تاریخ ۱۵ ژانویه ۱۹۴۴ میلادی، برابر با ‎۲۴ دی ۱۳۲۲، ساعت ۲۳:۴۹:۳۰ به زمان یوتی‌سی در آرژانتین ، منطقه سان‌خوان رخ داد. ژرفای این زلزله ۵۰ کیلومتر بود. بزرگی آن ۷٫۱ در مقیاس Mw اعلام شده‌است. زمین‌لرزه به وقت محلی در روز شنبه، ساعت ۲۰ روی داده و منطقه زمانی آن یوتی‌سی -۳ بوده‌است (با لحاظ تغییر ساعت تابستانی).
سازمان زمین‌شناسی آمریکا نیز جای این زمین‌لرزه را در مختصات ۳۱°۳۰′جنوبی ۶۸°۳۰′غربی / ۳۱٫۵°جنوبی ۶۸٫۵°غربی و بزرگی آنرا برابر با ۷٫۸ در مقیاس ریشتر اعلام کرده‌است. ژرفای گزارش شده از سوی این سازمان ۵۰ کیلومتر می‌باشد.
شمار کشتگان زلزله حدود ۸۰۰۰ نفر بوده‌است.تعداد زخمیان ۱۲۰۰۰ نفر برآورده شده‌است.